# Semtex

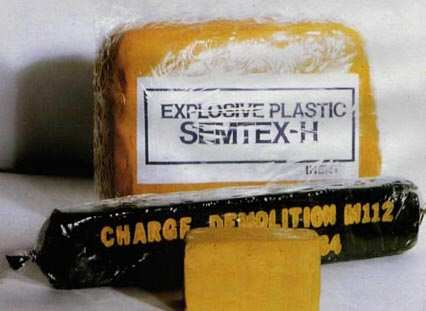
Échantillons de Semtex « H », utilisé en démolition.

Le Semtex (marque déposée) est un puissant explosif de type plastic, inventé et fabriqué en Tchécoslovaquie depuis la fin des années 1960. Le nom provient du nom de la firme qui fut la première à le fabriquer. Ce sont les quatre premières lettres de Semtin Glassworks ; le suffixe « -ex » faisant référence au mot anglais « explosive » (« explosif », en français). Il fut fabriqué par VCHZ Synthesia, puis depuis 1988 par la firme Explosia a.s  dans son usine de Brno, sur l'actuel territoire de la République tchèque.

## Utilisation
Le Semtex est un explosif polyvalent, il a été employé notamment pour :
- Une utilisation industrielle (démolition, renforcement des matériaux) ;
- Des applications militaires, telles que les mines (terrestres ou marines) ;
- Le terrorisme (attentats).

La substance était difficile à détecter avant que ne soit ajoutée une empreinte chimique. C'est pourquoi elle fut utilisée dans plusieurs attentats, ce qui contribua à sa popularité. Une assez faible quantité d'explosif serait suffisante pour détruire une bonne partie du fuselage d'un avion de grande taille. En 1988, dans l'attentat de Lockerbie qui détruisit un Boeing 747, c'est environ 312 grammes de semtex qui auraient été utilisés, selon les déclarations des deux Libyens jugés pour cet attentat. La charge aurait été placée à l'avant de l'appareil dans une boîte enfermée dans une valise. Celle-ci se trouvait dans la soute et déchiqueta le fuselage de l'appareil alors qu'il volait à haute altitude. Cette version de la catastrophe de Lockerbie, en particulier les aspects du dossier relatifs aux auteurs, l'emplacement de la bombe et la quantité de Semtex, reste contestée,.

## Composition
Il existe deux types de Semtex :
- Type A, utilisé pour la démolition ;
- Type H ou SE, employé en métallurgie pour solidifier des pièces.

| Composants      | Semtex H                                         | Semtex A                                         |
| --------------- | ------------------------------------------------ | ------------------------------------------------ |
| PETN (pentrite) | 49,8 %                                           | 94,3 %                                           |
| RDX             | 50,2 %                                           | 5,7 %                                            |
| colorant        | Sudan I (rouge-orange)                           | Sudan IV (rouge)                                 |
| antioxydant     | N-phényl-2-naphtylamine                          | N-phényl-2-naphtylamine                          |
| plastifiant     | phtalate de di-n-octyle, citrate de tri-n-butyle | phtalate de di-n-octyle, citrate de tri-n-butyle |
| liant           | styrène-butadiène, caoutchouc                    | styrène-butadiène, caoutchouc                    |

## Production
L'explosif est nommé d'après Semtín, une banlieue de Pardubice dans l'est de la Bohême. C'est là que fut fabriqué le premier Semtex inventé en 1966 par Stanislav Brebera, un chimiste travaillant pour VCHZ Synthesia. Similaire à d'autres explosifs plastic, en particulier à ceux de la famille des C-4, à cause de sa malléabilité, il offrait d'autres avantages, en particulier sa résistance à la chaleur et à l'eau.
Il fut exporté en grande quantité vers divers pays, comme la République démocratique du Viêt Nam (12 tonnes) et la Libye. Entre 1974 et 1981, la Tchécoslovaquie a produit 690 tonnes de Semtex, dont une partie fut exportée. Plusieurs groupes armés clandestins en firent l'acquisition : au Proche-Orient et l'IRA provisoire en Irlande du Nord. Certains experts estiment que le stock mondial s'élèverait à 40 000 tonnes.
Les exportations diminuèrent après que le nom fut étroitement associé à des actions terroristes et, en 2001, seulement 10 tonnes de Semtex étaient produites annuellement, essentiellement pour les besoins nationaux. Depuis 2002, la fabrication est contrôlée par le gouvernement.
À la suite de pressions internationales, le Semtex s'est vu ajouter du dinitrate de diéthylène glycol dans un premier temps puis du 2,3-dinitro-2,3-dimethylbutane (3,4-dinitrohexane, DMDNB) pour faciliter la détection ; la substance produit ainsi des vapeurs qui servent de signature pour l'explosif.
Les lots de Semtex réalisés avant 1990 ne sont toutefois pas marqués, mais on ignore s'il y a encore des stocks importants de ces anciens lots de Semtex.
Les chimistes ont également essayé de raccourcir la durée de vie du Semtex (environ 20 ans) pour le rendre inutilisable après quelques années, mais cette propriété reste difficile à mettre en œuvre. Contrairement à ce qui a été souvent dit, le Semtex n'a pas une durée de vie hors du commun mais, entreposé dans de bonnes conditions, il peut rester intact pendant plusieurs années comme ce fut le cas avec le stock de la Libye. Selon Explosia, les hautes températures rencontrées en Afrique rendent toutefois l'explosif dur avant qu'il ne se désagrège.